# Träskholmträsket
Träskholmträsket är en sjö i Skellefteå kommun i Västerbotten och ingår i Byskeälvens huvudavrinningsområde. Sjön har en area på 0,114 kvadratkilometer och ligger 314 meter över havet. Träskholmträsket ligger i Byskeälven Natura 2000-område. Sjön avvattnas av vattendraget Selsbäcken.

## Delavrinningsområde
Träskholmträsket ingår i det delavrinningsområde (724550-169933) som SMHI kallar för Mynnar i Ålsån. Medelhöjden är 306 meter över havet och ytan är 16,75 kvadratkilometer. Det finns ett avrinningsområde uppströms, och räknas det in blir den ackumulerade arean 23,63 kvadratkilometer. Selsbäcken som avvattnar avrinningsområdet har biflödesordning 3, vilket innebär att vattnet flödar genom totalt 3 vattendrag innan det når havet efter 85 kilometer. Avrinningsområdet består mestadels av skog (60 procent) och sankmarker (21 procent). Avrinningsområdet har 0,25 kvadratkilometer vattenytor vilket ger det en sjöprocent på 2,6 procent.